# Clootsmolen
De Clootsmolen, ook Neermolen of Damburgmolen genaamd, is een watermolen op de Abeek die zich bevindt aan Watermolenweg 1 te Bocholt. Het is een onderslagmolen.
Reeds in 1296 werd melding gemaakt van deze molen, toen Graaf Arnold V van Loon liet weten dat zijn leenman, Gozewijn van Born, die Heer was van Elsloo, eyn deill waters eynre beeck, loupende by den molen geheitten die Nedermolen in der heerlicheit van Boechout afstond aan Willem II van Horne, Heer van Horn. Via de gegraven Weerterbeek of Bocholterbeek werd een deel water van de Abeek afleid naar de stad Weert dat zelf geen behoorlijke natuurlijke rivier in de buurt had.
De molen diende als korenmolen, en in 1539 werd ze vermeld als banmolen van de Heer van Bocholt, die tevens Graaf van Horne was. De molen, die onder meer op de Ferrariskaarten vermeld staat, werd in de loop van de 19e eeuw voorzien van een bakstenen gebouw. Het molenhuis in haar huidige vorm dateert uit begin 20e eeuw.
Later werd de beek omgelegd, en lag de molen aan een kleine zijstroom, maar ontving ze nog voldoende water om af en toe te kunnen draaien. Het ligt in de bedoeling om de beek weer in haar oorspronkelijke bedding te leggen, zodat de molen weer aan de beek komt te staan.